# Кімната сина
 «Кімната сина» (італ. La stanza del figlio) — італійсько-французький драматичний фільм 2001 року поставлений режисером Нанні Моретті. Фільм здобув Золоту пальмову гілку 54-го Каннського кінофестивалю 2001 року, ставши за понад 20 років першим італійським фільмом, що отримав у Каннах перемогу . Стрічка брала участь у відборі від Італії на здобуття премії «Оскар» як найкращий фільм іноземною мовою, але не потрапила до списку номінантів.

## Сюжет
Анкона. Джованні Сермонті (Нанні Моретті) працює психологом, приймаючи своїх клієнтів прямо у себе вдома. Його дружина Паола (Лаура Моранте) — домогосподарка — вродлива, ефектна жінка, виховує двох дітей. Андреа (Джузеппе Санфеліче) — син сімейства, спортивний хлопець, який обожнює уранішні пробіжки з батьком, оскільки під час них може поговорити з татом про власні проблеми й переживання. Ірен (Жасмін Трінка) — юна красуня сім'ї, яка весь вільний час приділяє своєму зовнішньому вигляду.
Сермонті живуть спокійним розміреним життям, але доти, поки в їх сім'ї не відбувається страшна трагедія. Джованні доводиться терміново поїхати по роботі. Один його клієнт опинився у важкій ситуації, і тільки його психолог може йому допомогти. Забувши про пробіжку з сином, Джованні від'їжджає на допомогу своєму клієнтові. Повернувшись додому, батько дізнається, що його улюблений син загинув. Андреа потонув на озері, на яке вирушив разом з друзями замість пробіжки з батьком.
З цієї миті сімейна ідилія італійської сім'ї починає рушитися. Глава сімейства винить в загибелі сина тільки себе, адже це він, залишив його і вирушив на роботу. Психолог, який усе життя допомагав людям, роздаючи їм поради з різних життєвих ситуацій, тепер сам виявляється заручником своєї роботи. Він не бачить вирішення проблеми загибелі сина і вважає, що кращим виходом з цієї ситуації є самогубство.

## У ролях
| • Нанні Моретті      | … | Джованні Сермонті   |
| • Лаура Моранте      | … | Паола               |
| • Жасмін Трінка      | … | Ірен                |
| • Джузеппе Санфеліче | … | Андреа              |
| • Сільвіо Орландо    | … | Оскар               |
| • Софія Вільяр       | … | Аріанна             |
| • Стефано Аббаті     | … | пацієнт             |
| • Стефано Аккорсі    | … | Томмазо, пацієнт    |
| • Тоні Бертореллі    | … | пацієнт             |
| • Даріо Кантареллі   | … | пацієнт             |
| • Елеонора Данко     | … | пацієнтка           |
| • Клаудія Делла Сета | … | Раффаела, пацієнтка |
| • Антоніо Петрочеллі | … | Енріко              |
| • Ренато Скарпа      | … | директор            |
| • Сільвія Бонуччі    | … | Карла               |
| • Роберто Нобіле     | … | священик            |

## Знімальна група
- Автори сценарію — Нанні Моретті, Лінда Феррі, Гайдрун Шлеф
- Режисер-постановник — Нанні Моретті
- Продюсер — Анджело Барбагалло, Федеріко Фабріціо, Вінченцо Галуццо, Лоренцо Луккаріні, Нанні Моретті
- Оператор — Джузеппе Ланчі
- Композитор — Нікола Пьовані
- Монтаж — Есмеральда Калабрія
- Художник-постановник — Джанкарло Базілі
- Художник по костюмах — Марія Рита Барбера
- Художник-декоратор — Роберта Донді

## Нагороди та номінації
| Рік  | Кінофестиваль/кінопремія            | Категорія/нагорода                           | Номінант                                 | Результат |
| ---- | ----------------------------------- | -------------------------------------------- | ---------------------------------------- | --------- |
| 2001 | Каннський міжнародний кінофестиваль | Золота пальмова гілка                        | Кімната сина                             | Перемога  |
| 2001 | Каннський міжнародний кінофестиваль | Приз ФІПРЕССІ                                | Кімната сина                             | Перемога  |
| 2001 | Премія Давид ді Донателло           | Найкращий фільм                              | Кімната сина                             | Перемога  |
| 2001 | Премія Давид ді Донателло           | Найкращий режисер                            | Нанні Моретті                            | Номінація |
| 2001 | Премія Давид ді Донателло           | Найкращий актор                              | Нанні Моретті                            | Номінація |
| 2001 | Премія Давид ді Донателло           | Найкраща акторка                             | Лаура Моранте                            | Перемога  |
| 2001 | Премія Давид ді Донателло           | Найкращий актор другого плану                | Сільвіо Орландо                          | Номінація |
| 2001 | Премія Давид ді Донателло           | Найкраща акторка другого плану               | Жасмін Трінка                            | Номінація |
| 2001 | Премія Давид ді Донателло           | Найкращий сценарій                           | Нанні Моретті, Лінда Феррі, Гайдрун Шлеф | Номінація |
| 2001 | Премія Давид ді Донателло           | Найкращий продюсер                           | Анджело Барбагалло, Нанні Моретті        | Номінація |
| 2001 | Премія Давид ді Донателло           | Найкращий музика до фільму                   | Нікола Пьовані                           | Перемога  |
| 2001 | Премія Давид ді Донателло           | Найкращий художник-постановник               | Джанкарло Базілі                         | Номінація |
| 2001 | Премія Давид ді Донателло           | Найкращий монтаж                             | Есмеральда Калабрія                      | Номінація |
| 2001 | Премія Давид ді Донателло           | Найкращий звук                               | Алессандро Занон                         | Номінація |
| 2001 | Премія Європейської кіноакадемії    | Найкращий європейський фільм                 | Кімната сина                             | Номінація |
| 2001 | Премія Європейської кіноакадемії    | Найкраща акторка                             | Лаура Моранте                            | Номінація |
| 2001 | Премія «Золотий глобус» (Італія)    | Найкраща акторка                             | Лаура Моранте                            | Номінація |
| 2001 | Премія «Золотий глобус» (Італія)    | Найкраща акторка-новачок                     | Жасмін Трінка                            | Перемога  |
| 2001 | Премія «Срібна стрічка»             | Найкращий режисер                            | Нанні Моретті                            | Перемога  |
| 2001 | Премія «Срібна стрічка»             | Найкраща акторка                             | Лаура Моранте                            | Номінація |
| 2001 | Премія «Срібна стрічка»             | Найкраща акторка другого плану               | Жасмін Трінка                            | Номінація |
| 2001 | Премія «Срібна стрічка»             | Найкращий актор другого плану                | Сільвіо Орландо                          | Номінація |
| 2001 | Премія «Срібна стрічка»             | Найкращий сценарій                           | Нанні Моретті, Лінда Феррі, Гайдрун Шлеф | Номінація |
| 2001 | Премія «Срібна стрічка»             | Найкращий оригінальний сюжет                 | Нанні Моретті                            | Номінація |
| 2001 | Премія «Срібна стрічка»             | Найкращий продюсер                           | Анджело Барбагалло, Нанні Моретті        | Номінація |
| 2001 | Премія «Срібна стрічка»             | Найкращий оператор                           | Джузеппе Ланчі                           | Номінація |
| 2001 | Премія «Золота хлопавка»            | Найкращий фільм                              | Кімната сина                             | Перемога  |
| 2001 | Премія «Золота хлопавка»            | Найкращий режисер                            | Нанні Моретті                            | Перемога  |
| 2001 | Премія «Золота хлопавка»            | Найкраща акторка                             | Лаура Моранте                            | Перемога  |
| 2001 | Премія «Золота хлопавка»            | Найкращий актор другого плану                | Сільвіо Орландо                          | Номінація |
| 2001 | Премія «Золота хлопавка»            | Найкраща акторка другого плану               | Жасмін Ррінка                            | Перемога  |
| 2001 | Премія «Золота хлопавка»            | Найкращий сценарій                           | Нанні Моретті, Лінда Феррі, Гайдрун Шлеф | Номінація |
| 2001 | Премія «Золота хлопавка»            | Найкращий монтаж                             | Есмеральда Каламбрія                     | Номінація |
| 2001 | Премія «Золота хлопавка»            | Найкраща музика до фільму                    | Нікола Пьовані                           | Перемога  |
| 2001 | Премія «Золота хлопавка»            | Найкращий звук                               | Алессандро Занон                         | Номінація |
| 2002 | Премія «Сезар»                      | Найкращий фільм іноземною мовою              | Кімната сина                             | Номінація |
| 2002 | Гільдія німецького артхаусного кіно | Срібна нагорода за найкращий іноземний фільм | Кімната сина                             | Перемога  |